# Juan Carlos Carotti
Juan Carlos Carotti (Casilda, Santa Fe, Argentina, 6 de marzo de 1942) es un entrenador y exfutbolista argentino que jugaba como delantero.

## Clubes

### Como jugador
| Club                       | País      | Año       |
| -------------------------- | --------- | --------- |
| Newell's Old Boys          | Argentina | 1960      |
| San Lorenzo                | Argentina | 1961-1966 |
| Unión                      | Argentina | 1967      |
| Millonarios                | Colombia  | 1968-1969 |
| Independiente Medellín     | Colombia  | 1970      |
| Estudiantes (Buenos Aires) | Argentina | 1972      |
| Gimnasia y Esgrima (Jujuy) | Argentina | 1973      |

### Como entrenador
| Club                | País      | Año       |
| ------------------- | --------- | --------- |
| San Lorenzo         | Argentina | 1986-1987 |
| San Lorenzo         | Argentina | 1992      |
| Deportivo Laferrere | Argentina | 1993      |
| Deportivo Laferrere | Argentina | 1994      |
| Guabirá             | Bolivia   | 1995      |
| The Strongest       | Bolivia   | 1995      |
| Bolívar             | Bolivia   | 1996      |
| Osorno              | Chile     | 1997      |
| San Miguel          | Argentina | 1997-1998 |
| Palestino           | Chile     | 1998      |
| Osorno              | Chile     | 2001      |
| Blooming            | Bolivia   | 2003      |
| Guabirá             | Bolivia   | 2004      |
| Destroyers          | Bolivia   | 2005      |